# Marc Nevens
Marc Nevens, född 6 november 1954, är en friidrottare från Belgien. Han deltog vid olympiska sommarspelen 1976.